# François de Beauharnais (1756-1846)
Pour les articles homonymes, voir Beauharnais.
François (VII), marquis de Beauharnais, né le 12 août 1756 à La Rochelle et mort le 3 mars 1846, à Paris, est un général, homme politique et diplomate français, ambassadeur de France en Espagne sous le Premier Empire. Avec son frère Alexandre, il possède plantations et esclaves dans la colonie de Saint-Domingue.

## Famille
Il est le fils de François de Beauharnais (1714-1800), baron de Beauville, marquis de La Ferté-Beauharnais et de Henriette Pyvart de Chastullé, et le frère aîné d'Alexandre de Beauharnais, premier époux de l'impératrice Joséphine.

### Mariages et descendance
Le 1er mai 1778, François de Beauharnais épousa, en 1re noces, sa cousine Marie-Anne-Françoise de Beauharnais (1757-1822), fille de Claude de Beauharnais, comte des Roches-Baritaud, et de Anne-Marie Mouchard de Chaban (séparés en 1762 puis divorcés en 1793).
Quatre enfants sont nés de cette union :
- Adélaïde de Beauharnais (1779-1852), dame de Beauville ;
- Françoise de Beauharnais (1780-1780) ;
- Émilie Louise de Beauharnais (1781-1855), dame d'atours de l'impératrice Joséphine, épousa en 1798 le comte Antoine Marie Chamans de Lavalette (1769-1830), qu'elle sauve d'une condamnation à mort en 1815 ;
- Amédée de Beauharnais (1782-1784).

En 1802, il épousa en 2e noces Louise de Cohausen (1775-1822), fille de Charles Gaspard von Cohausen, chevalier du Saint-Empire, et d'Elisabeth Umbscheiden von Ehrencron.
Deux enfants sont nés de cette union :
- Hortense de Beauharnais (1812-1851), chanoinesse du chapitre royal de Munich, épousa en 1840 le comte Richard de Querelles (1808-1846). Veuve, elle épousa en 1848 Armand Laity (1812-1899), préfet des Basses-Pyrénées et sénateur ;
- Augusta de Beauharnais (1813-1831), chanoinesse du chapitre royal de Bavière.

## Biographie
Chevalier de l'ordre de Saint-Jean de Jérusalem, il est colonel à la suite des dragons. Le 16 mai 1789, il est élu premier député suppléant de la noblesse de la ville de Paris aux États généraux de 1789, et est appelé à siéger en novembre suivant, en remplacement de Gérard de Lally-Tollendal, démissionnaire. Très dévoué au roi, il prend place à droite, ne joue qu'un rôle effacé, combat la motion de son frère Alexandre tendant à retirer au roi le commandement des armées, proteste les 12 et 15 septembre 1791, contre les actes de l'Assemblée constituante, et publie, à la fin de la session, un Compte-rendu à ses commettants.
À la fin de 1792, il tente de délivrer la famille royale enfermée au Temple ; mais l'entreprise ayant échoué, il émigre, devint major général dans l'armée de Condé, et, lors de la mise en accusation de Louis XVI, écrit au président de la Convention une lettre dans laquelle, tout en démontrant l'illégalité de la procédure instituée, demande à être l'un des défenseurs du roi, ce qui lui est refusé.
Au 18 Brumaire, par l'entremise de sa belle-sœur, Joséphine, il adresse au premier Consul une lettre dans laquelle il l'engage, « au nom de la seule gloire qui lui restât à acquérir, à rendre le sceptre aux Bourbons ». L'avis est peu goûté, et le marquis de Beauharnais ne rentre en France qu'en 1802, à l'occasion du mariage de sa fille, Émilie-Louise, avec le comte de Lavalette. 
Le marquis se rallie à l'empire, est nommé, en 1805, ambassadeur en Étrurie, puis en Espagne. Mais là, il subit une disgrâce, pour avoir pris les intérêts du prince des Asturies contre le ministre Godoy, contrairement aux vues de Napoléon, qui le rappelle et l'exile dans ses terres en Sologne.
Le marquis de Beauharnais y demeure jusqu'en 1814 ; il revient alors à Paris, n'obtient aucune faveur de la Restauration, et meurt à 90 ans, aveugle et oublié.
Les papiers personnels de François de Beauharnais et de la famille de Beauharnais sont conservés aux Archives nationales sous la cote 251AP.